# Okręg wyborczy nr 30 do Sejmu Rzeczypospolitej Polskiej
Okręg wyborczy nr 30 do Sejmu Rzeczypospolitej Polskiej obejmuje obszar miast na prawach powiatu Jastrzębia-Zdroju, Rybnika i Żor oraz powiatów mikołowskiego, raciborskiego, rybnickiego i wodzisławskiego (województwo śląskie). W obecnym kształcie został utworzony w 2001. Wybieranych jest w nim 9 posłów w systemie proporcjonalnym.
Siedzibą okręgowej komisji wyborczej jest Bielsko-Biała.

## Wyniki wyborów
| Podział 9 mandatów: SLD–UP: 5 Samoobrona: 1 PO: 2 PiS: 1 |

| Podział 9 mandatów: SLD: 1 PO: 4 PiS: 4 |

| Podział 9 mandatów: LiD: 1 PO: 4 PiS: 4 |

| Podział 9 mandatów: RP: 1 PO: 5 PiS: 3 |

| Podział 9 mandatów: K’15: 1 PO: 3 PiS: 5 |

| Podział 9 mandatów: SLD: 1 KO: 3 PiS: 5 |

| Podział 9 mandatów: KO: 3 TD: 1 Konfederacja: 1 PiS: 4 |

## Reprezentanci okręgu
| Sejm | Rok  | Poseł KW                   | Poseł KW                        | Poseł KW          | Poseł KW              | Poseł KW                        | Poseł KW                                         | Poseł KW       | Poseł KW                | Poseł KW                           | Poseł KW        | Poseł KW     | Poseł KW      | Poseł KW      | Poseł KW        | Poseł KW | Poseł KW                 | Poseł KW | Poseł KW      |
| ---- | ---- | -------------------------- | ------------------------------- | ----------------- | --------------------- | ------------------------------- | ------------------------------------------------ | -------------- | ----------------------- | ---------------------------------- | --------------- | ------------ | ------------- | ------------- | --------------- | -------- | ------------------------ | -------- | ------------- |
| IV   | 2001 |                            | T. Mamiński SLD–UP              |                   | A. Zając SLD–UP       |                                 | T. Motowidło SLD–UP (2001) SLD (2005) LiD (2007) |                | Z. Zaborowski SLD–UP    |                                    | R. Pojda SLD–UP |              | E. Wycisło PO |               | A. Markowiak PO |          | J. Stasiewski Samoobrona |          | B. Piecha PiS |
| IV   | 2003 | M. Wiśniowiecka Samoobrona | T. Mamiński SLD–UP              |                   | A. Zając SLD–UP       |                                 | T. Motowidło SLD–UP (2001) SLD (2005) LiD (2007) |                | Z. Zaborowski SLD–UP    |                                    | R. Pojda SLD–UP |              | E. Wycisło PO |               | A. Markowiak PO |          |                          |          | B. Piecha PiS |
| V    | 2005 |                            | K. Gadowski PO (2005) KO (2019) |                   | H. Siedlaczek PO      |                                 | T. Motowidło SLD–UP (2001) SLD (2005) LiD (2007) | M. Wójcik PiS  |                         | I. Kloc PiS                        |                 | G. Janik PiS | E. Wycisło PO |               | A. Markowiak PO |          |                          |          | B. Piecha PiS |
| VI   | 2007 |                            | K. Gadowski PO (2005) KO (2019) | A. Gawęda PiS     | H. Siedlaczek PO      | M. Krząkała PO (2007) KO (2019) | T. Motowidło SLD–UP (2001) SLD (2005) LiD (2007) | R. Zawadzki PO |                         | I. Kloc PiS                        |                 | G. Janik PiS |               |               |                 |          |                          |          | B. Piecha PiS |
| VII  | 2011 |                            | K. Gadowski PO (2005) KO (2019) | P. Chmielowski RP | H. Siedlaczek PO      | M. Krząkała PO (2007) KO (2019) |                                                  | R. Zawadzki PO | J. Kluzik-Rostkowska PO | I. Kloc PiS                        | G. Matusiak PiS |              |               |               |                 |          |                          |          | B. Piecha PiS |
| VII  | 2013 | G. Janik PiS               | K. Gadowski PO (2005) KO (2019) | P. Chmielowski RP | H. Siedlaczek PO      | M. Krząkała PO (2007) KO (2019) |                                                  | R. Zawadzki PO | J. Kluzik-Rostkowska PO | I. Kloc PiS                        | G. Matusiak PiS |              |               |               |                 |          |                          |          |               |
| VII  | 2014 | G. Janik PiS               | K. Gadowski PO (2005) KO (2019) | P. Chmielowski RP | H. Siedlaczek PO      | M. Krząkała PO (2007) KO (2019) | C. Sobierajski PiS                               | R. Zawadzki PO | J. Kluzik-Rostkowska PO |                                    | G. Matusiak PiS |              |               |               |                 |          |                          |          |               |
| VIII | 2015 | G. Janik PiS               | K. Gadowski PO (2005) KO (2019) |                   | I. Kloc PiS           | M. Krząkała PO (2007) KO (2019) | C. Sobierajski PiS                               |                | K. Sitarski K’15        | G. Lenartowicz PO (2015) KO (2019) | G. Matusiak PiS |              | T. Glenc PiS  |               |                 |          |                          |          |               |
| VIII | 2019 | G. Janik PiS               | K. Gadowski PO (2005) KO (2019) | K. Dutkiewicz PiS |                       | M. Krząkała PO (2007) KO (2019) | C. Sobierajski PiS                               |                | K. Sitarski K’15        | G. Lenartowicz PO (2015) KO (2019) | G. Matusiak PiS |              | T. Glenc PiS  |               |                 |          |                          |          |               |
| IX   | 2019 |                            | K. Gadowski PO (2005) KO (2019) | M. Woś PiS        |                       | M. Krząkała PO (2007) KO (2019) | M. Kopiec SLD                                    |                | A. Gawęda PiS           | G. Lenartowicz PO (2015) KO (2019) | G. Matusiak PiS |              | T. Glenc PiS  | B. Piecha PiS |                 |          |                          |          |               |
| X    | 2023 |                            | K. Gadowski PO (2005) KO (2019) | M. Woś PiS        | R. Fritz Konfederacja | M. Krząkała PO (2007) KO (2019) | P. Jabłoński PiS                                 |                | Ł. Osmalak TD           | G. Lenartowicz PO (2015) KO (2019) | G. Matusiak PiS |              |               | B. Piecha PiS |                 |          |                          |          |               |

### Wybory parlamentarne 2001
| Komitet wyborczy                                      | Komitet wyborczy                              | Głosów | %     | Mandaty | Wybrani posłowie                                                                     |
| ----------------------------------------------------- | --------------------------------------------- | ------ | ----- | ------- | ------------------------------------------------------------------------------------ |
|                                                       | KKW Sojusz Lewicy Demokratycznej – Unia Pracy | 93 973 | 40,16 | 5       | Tomasz Mamiński, Andrzej Zając, Tadeusz Motowidło, Zbyszek Zaborowski, Ryszard Pojda |
|                                                       | KWW Platforma Obywatelska                     | 42 216 | 18,04 | 2       | Eugeniusz Wycisło, Andrzej Markowiak                                                 |
|                                                       | Prawo i Sprawiedliwość                        | 22 481 | 9,61  | 1       | Bolesław Piecha                                                                      |
|                                                       | KKW Akcja Wyborcza Solidarność Prawicy        | 17 676 | 7,55  | –       |                                                                                      |
|                                                       | Samoobrona Rzeczpospolitej Polskiej           | 16 616 | 7,10  | 1       | Józef Stasiewski, Maria Wiśniowiecka                                                 |
|                                                       | Liga Polskich Rodzin                          | 13 971 | 5,97  | –       |                                                                                      |
|                                                       | Unia Wolności                                 | 9898   | 4,23  | –       |                                                                                      |
|                                                       | Polskie Stronnictwo Ludowe                    | 9718   | 4,15  | –       |                                                                                      |
|                                                       | KWW Mniejszość Niemiecka                      | 4890   | 2,09  | –       |                                                                                      |
|                                                       | Alternatywa Ruch Społeczny                    | 1924   | 0,82  | –       |                                                                                      |
|                                                       | Polska Unia Gospodarcza                       | 617    | 0,26  | –       |                                                                                      |
| Frekwencja: 42,88% Źródło: Państwowa Komisja Wyborcza |                                               |        |       |         |                                                                                      |

Poniższa tabela przedstawia podział mandatów dla komitetów wyborczych na podstawie uzyskanych głosów, a następnie obliczonych ilorazów wyborczych na podstawie zmodyfikowanej metody Sainte-Laguë.
| Podział mandatów dla komitetów wyborczych na podstawie zmodyfikowanej metody Sainte-Laguë | Podział mandatów dla komitetów wyborczych na podstawie zmodyfikowanej metody Sainte-Laguë | Podział mandatów dla komitetów wyborczych na podstawie zmodyfikowanej metody Sainte-Laguë | Podział mandatów dla komitetów wyborczych na podstawie zmodyfikowanej metody Sainte-Laguë | Podział mandatów dla komitetów wyborczych na podstawie zmodyfikowanej metody Sainte-Laguë | Podział mandatów dla komitetów wyborczych na podstawie zmodyfikowanej metody Sainte-Laguë | Podział mandatów dla komitetów wyborczych na podstawie zmodyfikowanej metody Sainte-Laguë | Podział mandatów dla komitetów wyborczych na podstawie zmodyfikowanej metody Sainte-Laguë | Podział mandatów dla komitetów wyborczych na podstawie zmodyfikowanej metody Sainte-Laguë | Podział mandatów dla komitetów wyborczych na podstawie zmodyfikowanej metody Sainte-Laguë | Podział mandatów dla komitetów wyborczych na podstawie zmodyfikowanej metody Sainte-Laguë | Podział mandatów dla komitetów wyborczych na podstawie zmodyfikowanej metody Sainte-Laguë | Podział mandatów dla komitetów wyborczych na podstawie zmodyfikowanej metody Sainte-Laguë |
| Komitet wyborczy                                                                          | Komitet wyborczy                                                                          | Liczba głosów                                                                             | Iloraz wyborczy                                                                           | Iloraz wyborczy                                                                           | Iloraz wyborczy                                                                           | Iloraz wyborczy                                                                           | Iloraz wyborczy                                                                           | Iloraz wyborczy                                                                           | Iloraz wyborczy                                                                           | Iloraz wyborczy                                                                           | Mandaty                                                                                   | TP                                                                                        |
| Komitet wyborczy                                                                          | Komitet wyborczy                                                                          | Liczba głosów                                                                             | /1,4                                                                                      | /3                                                                                        | /5                                                                                        | /7                                                                                        | /9                                                                                        | /11                                                                                       | ...                                                                                       | /17                                                                                       | Mandaty                                                                                   | TP                                                                                        |
| ----------------------------------------------------------------------------------------- | ----------------------------------------------------------------------------------------- | ----------------------------------------------------------------------------------------- | ----------------------------------------------------------------------------------------- | ----------------------------------------------------------------------------------------- | ----------------------------------------------------------------------------------------- | ----------------------------------------------------------------------------------------- | ----------------------------------------------------------------------------------------- | ----------------------------------------------------------------------------------------- | ----------------------------------------------------------------------------------------- | ----------------------------------------------------------------------------------------- | ----------------------------------------------------------------------------------------- | ----------------------------------------------------------------------------------------- |
|                                                                                           | KKW Sojusz Lewicy Demokratycznej – Unia Pracy                                             | 93 973                                                                                    | 67 124                                                                                    | 31 324                                                                                    | 18 795                                                                                    | 13 425                                                                                    | 10 441                                                                                    | 8543                                                                                      | ...                                                                                       | 5528                                                                                      | 5                                                                                         | 4,15                                                                                      |
|                                                                                           | KWW Platforma Obywatelska                                                                 | 42 216                                                                                    | 30 154                                                                                    | 14 072                                                                                    | 8443                                                                                      | 6031                                                                                      | 4691                                                                                      | 3838                                                                                      | ...                                                                                       | 2483                                                                                      | 2                                                                                         | 1,86                                                                                      |
|                                                                                           | Prawo i Sprawiedliwość                                                                    | 22 481                                                                                    | 16 058                                                                                    | 7494                                                                                      | 4496                                                                                      | 3212                                                                                      | 2498                                                                                      | 2044                                                                                      | ...                                                                                       | 1322                                                                                      | 1                                                                                         | 0,99                                                                                      |
|                                                                                           | Samoobrona Rzeczpospolitej Polskiej                                                       | 16 616                                                                                    | 11 869                                                                                    | 5539                                                                                      | 3323                                                                                      | 2374                                                                                      | 1846                                                                                      | 1511                                                                                      | ...                                                                                       | 977                                                                                       | 1                                                                                         | 0,73                                                                                      |
|                                                                                           | Liga Polskich Rodzin                                                                      | 13 971                                                                                    | 9979                                                                                      | 4657                                                                                      | 2794                                                                                      | 1996                                                                                      | 1552                                                                                      | 1270                                                                                      | ...                                                                                       | 822                                                                                       | 0                                                                                         | 0,62                                                                                      |
|                                                                                           | Polskie Stronnictwo Ludowe                                                                | 9718                                                                                      | 6941                                                                                      | 3239                                                                                      | 1944                                                                                      | 1388                                                                                      | 1080                                                                                      | 883                                                                                       | ...                                                                                       | 572                                                                                       | 0                                                                                         | 0,43                                                                                      |
|                                                                                           | KWW Mniejszość Niemiecka                                                                  | 4890                                                                                      | 3493                                                                                      | 1630                                                                                      | 978                                                                                       | 699                                                                                       | 543                                                                                       | 445                                                                                       | ...                                                                                       | 288                                                                                       | 0                                                                                         | 0,22                                                                                      |
| Ogółem                                                                                    | Ogółem                                                                                    | 203 865                                                                                   | —                                                                                         | —                                                                                         | —                                                                                         | —                                                                                         | —                                                                                         | —                                                                                         | —                                                                                         | —                                                                                         | 9                                                                                         | 9                                                                                         |

### Wybory parlamentarne 2005
| Komitet wyborczy                                      | Komitet wyborczy                      | Głosów | %     | Mandaty | Wybrani posłowie                                                            |
| ----------------------------------------------------- | ------------------------------------- | ------ | ----- | ------- | --------------------------------------------------------------------------- |
|                                                       | Platforma Obywatelska RP              | 71 152 | 31,67 | 4       | Andrzej Markowiak, Krzysztof Gadowski, Henryk Siedlaczek, Eugeniusz Wycisło |
|                                                       | Prawo i Sprawiedliwość                | 70 401 | 31,33 | 4       | Bolesław Piecha, Michał Wójcik, Izabela Kloc, Grzegorz Janik                |
|                                                       | Sojusz Lewicy Demokratycznej          | 26 187 | 11,65 | 1       | Tadeusz Motowidło                                                           |
|                                                       | Samoobrona Rzeczpospolitej Polskiej   | 17 170 | 7,64  | –       |                                                                             |
|                                                       | Liga Polskich Rodzin                  | 15 741 | 7,01  | –       |                                                                             |
|                                                       | Socjaldemokracja Polska               | 5743   | 2,56  | –       |                                                                             |
|                                                       | Polskie Stronnictwo Ludowe            | 5608   | 2,50  | –       |                                                                             |
|                                                       | Partia Demokratyczna – demokraci.pl   | 3711   | 1,65  | –       |                                                                             |
|                                                       | Platforma Janusza Korwin-Mikke        | 3081   | 1,37  | –       |                                                                             |
|                                                       | Polska Partia Pracy                   | 2132   | 0,95  | –       |                                                                             |
|                                                       | Ruch Patriotyczny                     | 1368   | 0,61  | –       |                                                                             |
|                                                       | Centrum                               | 1169   | 0,52  | –       |                                                                             |
|                                                       | Polska Partia Narodowa                | 618    | 0,28  | –       |                                                                             |
|                                                       | Polska Konfederacja – Godność i Praca | 606    | 0,27  | –       |                                                                             |
| Frekwencja: 39,81% Źródło: Państwowa Komisja Wyborcza |                                       |        |       |         |                                                                             |

Poniższa tabela przedstawia podział mandatów dla komitetów wyborczych na podstawie uzyskanych głosów, a następnie obliczonych ilorazów wyborczych na podstawie metody D’Hondta.
| Podział mandatów dla komitetów wyborczych na podstawie metody D’Hondta | Podział mandatów dla komitetów wyborczych na podstawie metody D’Hondta | Podział mandatów dla komitetów wyborczych na podstawie metody D’Hondta | Podział mandatów dla komitetów wyborczych na podstawie metody D’Hondta | Podział mandatów dla komitetów wyborczych na podstawie metody D’Hondta | Podział mandatów dla komitetów wyborczych na podstawie metody D’Hondta | Podział mandatów dla komitetów wyborczych na podstawie metody D’Hondta | Podział mandatów dla komitetów wyborczych na podstawie metody D’Hondta | Podział mandatów dla komitetów wyborczych na podstawie metody D’Hondta | Podział mandatów dla komitetów wyborczych na podstawie metody D’Hondta | Podział mandatów dla komitetów wyborczych na podstawie metody D’Hondta | Podział mandatów dla komitetów wyborczych na podstawie metody D’Hondta |
| Komitet wyborczy                                                       | Komitet wyborczy                                                       | Liczba głosów                                                          | Iloraz wyborczy                                                        | Iloraz wyborczy                                                        | Iloraz wyborczy                                                        | Iloraz wyborczy                                                        | Iloraz wyborczy                                                        | Iloraz wyborczy                                                        | Iloraz wyborczy                                                        | Mandaty                                                                | TP                                                                     |
| Komitet wyborczy                                                       | Komitet wyborczy                                                       | Liczba głosów                                                          | /1                                                                     | /2                                                                     | /3                                                                     | /4                                                                     | /5                                                                     | ...                                                                    | /9                                                                     | Mandaty                                                                | TP                                                                     |
| ---------------------------------------------------------------------- | ---------------------------------------------------------------------- | ---------------------------------------------------------------------- | ---------------------------------------------------------------------- | ---------------------------------------------------------------------- | ---------------------------------------------------------------------- | ---------------------------------------------------------------------- | ---------------------------------------------------------------------- | ---------------------------------------------------------------------- | ---------------------------------------------------------------------- | ---------------------------------------------------------------------- | ---------------------------------------------------------------------- |
|                                                                        | Platforma Obywatelska RP                                               | 71 152                                                                 | 71 152                                                                 | 35 576                                                                 | 23 717                                                                 | 17 788                                                                 | 14 230                                                                 | ...                                                                    | 7906                                                                   | 4                                                                      | 3,10                                                                   |
|                                                                        | Prawo i Sprawiedliwość                                                 | 70 401                                                                 | 70 401                                                                 | 35 201                                                                 | 23 467                                                                 | 17 600                                                                 | 14 080                                                                 | ...                                                                    | 7822                                                                   | 4                                                                      | 3,07                                                                   |
|                                                                        | Sojusz Lewicy Demokratycznej                                           | 26 187                                                                 | 26 187                                                                 | 13 094                                                                 | 8729                                                                   | 6547                                                                   | 5237                                                                   | ...                                                                    | 2910                                                                   | 1                                                                      | 1,14                                                                   |
|                                                                        | Samoobrona Rzeczpospolitej Polskiej                                    | 17 170                                                                 | 17 170                                                                 | 8585                                                                   | 5723                                                                   | 4293                                                                   | 3434                                                                   | ...                                                                    | 1908                                                                   | 0                                                                      | 0,75                                                                   |
|                                                                        | Liga Polskich Rodzin                                                   | 15 741                                                                 | 15 741                                                                 | 7871                                                                   | 5247                                                                   | 3935                                                                   | 3148                                                                   | ...                                                                    | 1749                                                                   | 0                                                                      | 0,69                                                                   |
|                                                                        | Polskie Stronnictwo Ludowe                                             | 5608                                                                   | 5608                                                                   | 2804                                                                   | 1869                                                                   | 1402                                                                   | 1122                                                                   | ...                                                                    | 623                                                                    | 0                                                                      | 0,24                                                                   |
| Ogółem                                                                 | Ogółem                                                                 | 206 259                                                                | —                                                                      | —                                                                      | —                                                                      | —                                                                      | —                                                                      | —                                                                      | —                                                                      | 9                                                                      | 9                                                                      |

### Wybory parlamentarne 2007
| Komitet wyborczy                                      | Komitet wyborczy                      | Głosów  | %     | Mandaty | Wybrani posłowie                                                        |
| ----------------------------------------------------- | ------------------------------------- | ------- | ----- | ------- | ----------------------------------------------------------------------- |
|                                                       | Platforma Obywatelska RP              | 134 945 | 44,55 | 4       | Henryk Siedlaczek, Krzysztof Gadowski, Marek Krząkała, Ryszard Zawadzki |
|                                                       | Prawo i Sprawiedliwość                | 109 748 | 36,23 | 4       | Bolesław Piecha, Izabela Kloc, Adam Gawęda, Grzegorz Janik              |
|                                                       | KKW Lewica i Demokraci SLD+SDPL+PD+UP | 36 309  | 11,99 | 1       | Tadeusz Motowidło                                                       |
|                                                       | Polskie Stronnictwo Ludowe            | 12 071  | 3,98  | –       |                                                                         |
|                                                       | Polska Partia Pracy                   | 3905    | 1,29  | –       |                                                                         |
|                                                       | Liga Polskich Rodzin                  | 3045    | 1,01  | –       |                                                                         |
|                                                       | Samoobrona Rzeczpospolitej Polskiej   | 2891    | 0,95  | –       |                                                                         |
| Frekwencja: 53,01% Źródło: Państwowa Komisja Wyborcza |                                       |         |       |         |                                                                         |

Poniższa tabela przedstawia podział mandatów dla komitetów wyborczych na podstawie uzyskanych głosów, a następnie obliczonych ilorazów wyborczych na podstawie metody D’Hondta.
| Podział mandatów dla komitetów wyborczych na podstawie metody D’Hondta | Podział mandatów dla komitetów wyborczych na podstawie metody D’Hondta | Podział mandatów dla komitetów wyborczych na podstawie metody D’Hondta | Podział mandatów dla komitetów wyborczych na podstawie metody D’Hondta | Podział mandatów dla komitetów wyborczych na podstawie metody D’Hondta | Podział mandatów dla komitetów wyborczych na podstawie metody D’Hondta | Podział mandatów dla komitetów wyborczych na podstawie metody D’Hondta | Podział mandatów dla komitetów wyborczych na podstawie metody D’Hondta | Podział mandatów dla komitetów wyborczych na podstawie metody D’Hondta | Podział mandatów dla komitetów wyborczych na podstawie metody D’Hondta | Podział mandatów dla komitetów wyborczych na podstawie metody D’Hondta | Podział mandatów dla komitetów wyborczych na podstawie metody D’Hondta |
| Komitet wyborczy                                                       | Komitet wyborczy                                                       | Liczba głosów                                                          | Iloraz wyborczy                                                        | Iloraz wyborczy                                                        | Iloraz wyborczy                                                        | Iloraz wyborczy                                                        | Iloraz wyborczy                                                        | Iloraz wyborczy                                                        | Iloraz wyborczy                                                        | Mandaty                                                                | TP                                                                     |
| Komitet wyborczy                                                       | Komitet wyborczy                                                       | Liczba głosów                                                          | /1                                                                     | /2                                                                     | /3                                                                     | /4                                                                     | /5                                                                     | ...                                                                    | /9                                                                     | Mandaty                                                                | TP                                                                     |
| ---------------------------------------------------------------------- | ---------------------------------------------------------------------- | ---------------------------------------------------------------------- | ---------------------------------------------------------------------- | ---------------------------------------------------------------------- | ---------------------------------------------------------------------- | ---------------------------------------------------------------------- | ---------------------------------------------------------------------- | ---------------------------------------------------------------------- | ---------------------------------------------------------------------- | ---------------------------------------------------------------------- | ---------------------------------------------------------------------- |
|                                                                        | Platforma Obywatelska RP                                               | 134 945                                                                | 134 945                                                                | 67 473                                                                 | 44 982                                                                 | 33 736                                                                 | 26 989                                                                 | ...                                                                    | 14 994                                                                 | 4                                                                      | 4,14                                                                   |
|                                                                        | Prawo i Sprawiedliwość                                                 | 109 748                                                                | 109 748                                                                | 54 874                                                                 | 36 583                                                                 | 27 437                                                                 | 21 950                                                                 | ...                                                                    | 12 194                                                                 | 4                                                                      | 3,37                                                                   |
|                                                                        | KKW Lewica i Demokraci SLD+SDPL+PD+UP                                  | 36 309                                                                 | 36 309                                                                 | 18 155                                                                 | 12 103                                                                 | 9077                                                                   | 7262                                                                   | ...                                                                    | 4034                                                                   | 1                                                                      | 1,12                                                                   |
|                                                                        | Polskie Stronnictwo Ludowe                                             | 12 071                                                                 | 12 071                                                                 | 6036                                                                   | 4024                                                                   | 3018                                                                   | 2414                                                                   | ...                                                                    | 1341                                                                   | 0                                                                      | 0,37                                                                   |
| Ogółem                                                                 | Ogółem                                                                 | 293 073                                                                | —                                                                      | —                                                                      | —                                                                      | —                                                                      | —                                                                      | —                                                                      | —                                                                      | 9                                                                      | 9                                                                      |

### Wybory parlamentarne 2011
| Komitet wyborczy                                      | Komitet wyborczy                    | Głosów  | %     | Mandaty | Wybrani posłowie                                                                                  |
| ----------------------------------------------------- | ----------------------------------- | ------- | ----- | ------- | ------------------------------------------------------------------------------------------------- |
|                                                       | Platforma Obywatelska RP            | 118 524 | 44,89 | 5       | Marek Krząkała, Joanna Kluzik-Rostkowska, Henryk Siedlaczek, Krzysztof Gadowski, Ryszard Zawadzki |
|                                                       | Prawo i Sprawiedliwość              | 75 504  | 28,59 | 3       | Bolesław Piecha, Izabela Kloc, Grzegorz Matusiak, Grzegorz Janik, Czesław Sobierajski             |
|                                                       | Ruch Palikota                       | 23 804  | 9,02  | 1       | Piotr Chmielowski                                                                                 |
|                                                       | Sojusz Lewicy Demokratycznej        | 20 908  | 7,92  | –       |                                                                                                   |
|                                                       | Polskie Stronnictwo Ludowe          | 9206    | 3,49  | –       |                                                                                                   |
|                                                       | Polska Jest Najważniejsza           | 8448    | 3,20  | –       |                                                                                                   |
|                                                       | Nowa Prawica – Janusza Korwin-Mikke | 5100    | 1,93  | –       |                                                                                                   |
|                                                       | Polska Partia Pracy – Sierpień 80   | 1712    | 0,65  | –       |                                                                                                   |
|                                                       | Prawica                             | 842     | 0,32  | –       |                                                                                                   |
| Frekwencja: 47,49% Źródło: Państwowa Komisja Wyborcza |                                     |         |       |         |                                                                                                   |

Poniższa tabela przedstawia podział mandatów dla komitetów wyborczych na podstawie uzyskanych głosów, a następnie obliczonych ilorazów wyborczych na podstawie metody D’Hondta.
| Podział mandatów dla komitetów wyborczych na podstawie metody D’Hondta | Podział mandatów dla komitetów wyborczych na podstawie metody D’Hondta | Podział mandatów dla komitetów wyborczych na podstawie metody D’Hondta | Podział mandatów dla komitetów wyborczych na podstawie metody D’Hondta | Podział mandatów dla komitetów wyborczych na podstawie metody D’Hondta | Podział mandatów dla komitetów wyborczych na podstawie metody D’Hondta | Podział mandatów dla komitetów wyborczych na podstawie metody D’Hondta | Podział mandatów dla komitetów wyborczych na podstawie metody D’Hondta | Podział mandatów dla komitetów wyborczych na podstawie metody D’Hondta | Podział mandatów dla komitetów wyborczych na podstawie metody D’Hondta | Podział mandatów dla komitetów wyborczych na podstawie metody D’Hondta | Podział mandatów dla komitetów wyborczych na podstawie metody D’Hondta | Podział mandatów dla komitetów wyborczych na podstawie metody D’Hondta |
| Komitet wyborczy                                                       | Komitet wyborczy                                                       | Liczba głosów                                                          | Iloraz wyborczy                                                        | Iloraz wyborczy                                                        | Iloraz wyborczy                                                        | Iloraz wyborczy                                                        | Iloraz wyborczy                                                        | Iloraz wyborczy                                                        | Iloraz wyborczy                                                        | Iloraz wyborczy                                                        | Mandaty                                                                | TP                                                                     |
| Komitet wyborczy                                                       | Komitet wyborczy                                                       | Liczba głosów                                                          | /1                                                                     | /2                                                                     | /3                                                                     | /4                                                                     | /5                                                                     | /6                                                                     | ...                                                                    | /9                                                                     | Mandaty                                                                | TP                                                                     |
| ---------------------------------------------------------------------- | ---------------------------------------------------------------------- | ---------------------------------------------------------------------- | ---------------------------------------------------------------------- | ---------------------------------------------------------------------- | ---------------------------------------------------------------------- | ---------------------------------------------------------------------- | ---------------------------------------------------------------------- | ---------------------------------------------------------------------- | ---------------------------------------------------------------------- | ---------------------------------------------------------------------- | ---------------------------------------------------------------------- | ---------------------------------------------------------------------- |
|                                                                        | Platforma Obywatelska RP                                               | 118 524                                                                | 118 524                                                                | 59 262                                                                 | 39 508                                                                 | 29 631                                                                 | 23 705                                                                 | 19 754                                                                 | ...                                                                    | 13 169                                                                 | 5                                                                      | 4,30                                                                   |
|                                                                        | Prawo i Sprawiedliwość                                                 | 75 504                                                                 | 75 504                                                                 | 37 752                                                                 | 25 168                                                                 | 18 876                                                                 | 15 101                                                                 | 12 584                                                                 | ...                                                                    | 8389                                                                   | 3                                                                      | 2,74                                                                   |
|                                                                        | Ruch Palikota                                                          | 23 804                                                                 | 23 804                                                                 | 11 902                                                                 | 7935                                                                   | 5951                                                                   | 4761                                                                   | 3967                                                                   | ...                                                                    | 2645                                                                   | 1                                                                      | 0,86                                                                   |
|                                                                        | Sojusz Lewicy Demokratycznej                                           | 20 908                                                                 | 20 908                                                                 | 10 454                                                                 | 6969                                                                   | 5227                                                                   | 4182                                                                   | 3485                                                                   | ...                                                                    | 2323                                                                   | 0                                                                      | 0,76                                                                   |
|                                                                        | Polskie Stronnictwo Ludowe                                             | 9206                                                                   | 9206                                                                   | 4603                                                                   | 3069                                                                   | 2302                                                                   | 1841                                                                   | 1534                                                                   | ...                                                                    | 1023                                                                   | 0                                                                      | 0,33                                                                   |
| Ogółem                                                                 | Ogółem                                                                 | 247 946                                                                | —                                                                      | —                                                                      | —                                                                      | —                                                                      | —                                                                      | —                                                                      | —                                                                      | —                                                                      | 9                                                                      | 9                                                                      |

### Wybory parlamentarne 2015
| Komitet wyborczy                                      | Komitet wyborczy                             | Głosów  | %     | Mandaty | Wybrani posłowie                                                                                         |
| ----------------------------------------------------- | -------------------------------------------- | ------- | ----- | ------- | --- |
|                                                       | Prawo i Sprawiedliwość                       | 114 799 | 39,59 | 5       | Izabela Kloc, Grzegorz Matusiak, Grzegorz Janik, Teresa Glenc, Czesław Sobierajski, Katarzyna Dutkiewicz |
|                                                       | Platforma Obywatelska RP                     | 70 188  | 24,21 | 3       | Gabriela Lenartowicz, Marek Krząkała, Krzysztof Gadowski                                                 |
|                                                       | KWW Kukiz’15                                 | 32 794  | 11,31 | 1       | Krzysztof Sitarski                                                                                       |
|                                                       | Nowoczesna Ryszarda Petru                    | 18 341  | 6,33  | –       | |
|                                                       | KKW Zjednoczona Lewica SLD+TR+PPS+UP+Zieloni | 17 201  | 5,93  | –       | |
|                                                       | KORWiN                                       | 13 136  | 4,53  | –       | |
|                                                       | Partia Razem                                 | 9669    | 3,34  | –       | |
|                                                       | KWW Zjednoczeni dla Śląska                   | 7928    | 2,73  | –       | |
|                                                       | Polskie Stronnictwo Ludowe                   | 5197    | 1,79  | –       | |
|                                                       | KWW Grzegorza Brauna „Szczęść Boże!”         | 710     | 0,24  | –       | |
| Frekwencja: 51,82% Źródło: Państwowa Komisja Wyborcza |                                              |         |       |         | |

Poniższa tabela przedstawia podział mandatów dla komitetów wyborczych na podstawie uzyskanych głosów, a następnie obliczonych ilorazów wyborczych na podstawie metody D’Hondta.
| Podział mandatów dla komitetów wyborczych na podstawie metody D’Hondta | Podział mandatów dla komitetów wyborczych na podstawie metody D’Hondta | Podział mandatów dla komitetów wyborczych na podstawie metody D’Hondta | Podział mandatów dla komitetów wyborczych na podstawie metody D’Hondta | Podział mandatów dla komitetów wyborczych na podstawie metody D’Hondta | Podział mandatów dla komitetów wyborczych na podstawie metody D’Hondta | Podział mandatów dla komitetów wyborczych na podstawie metody D’Hondta | Podział mandatów dla komitetów wyborczych na podstawie metody D’Hondta | Podział mandatów dla komitetów wyborczych na podstawie metody D’Hondta | Podział mandatów dla komitetów wyborczych na podstawie metody D’Hondta | Podział mandatów dla komitetów wyborczych na podstawie metody D’Hondta | Podział mandatów dla komitetów wyborczych na podstawie metody D’Hondta | Podział mandatów dla komitetów wyborczych na podstawie metody D’Hondta |
| Komitet wyborczy                                                       | Komitet wyborczy                                                       | Liczba głosów                                                          | Iloraz wyborczy                                                        | Iloraz wyborczy                                                        | Iloraz wyborczy                                                        | Iloraz wyborczy                                                        | Iloraz wyborczy                                                        | Iloraz wyborczy                                                        | Iloraz wyborczy                                                        | Iloraz wyborczy                                                        | Mandaty                                                                | TP                                                                     |
| Komitet wyborczy                                                       | Komitet wyborczy                                                       | Liczba głosów                                                          | /1                                                                     | /2                                                                     | /3                                                                     | /4                                                                     | /5                                                                     | /6                                                                     | ...                                                                    | /9                                                                     | Mandaty                                                                | TP                                                                     |
| ---------------------------------------------------------------------- | ---------------------------------------------------------------------- | ---------------------------------------------------------------------- | ---------------------------------------------------------------------- | ---------------------------------------------------------------------- | ---------------------------------------------------------------------- | ---------------------------------------------------------------------- | ---------------------------------------------------------------------- | ---------------------------------------------------------------------- | ---------------------------------------------------------------------- | ---------------------------------------------------------------------- | ---------------------------------------------------------------------- | ---------------------------------------------------------------------- |
|                                                                        | Prawo i Sprawiedliwość                                                 | 114 799                                                                | 114 799                                                                | 57 400                                                                 | 38 266                                                                 | 28 700                                                                 | 22 960                                                                 | 19 133                                                                 | ...                                                                    | 12 755                                                                 | 5                                                                      | 4,15                                                                   |
|                                                                        | Platforma Obywatelska RP                                               | 70 188                                                                 | 70 188                                                                 | 35 094                                                                 | 23 396                                                                 | 17 547                                                                 | 14 038                                                                 | 11 698                                                                 | ...                                                                    | 7799                                                                   | 3                                                                      | 2,53                                                                   |
|                                                                        | KWW Kukiz’15                                                           | 32 794                                                                 | 32 794                                                                 | 16 397                                                                 | 10 931                                                                 | 8199                                                                   | 6559                                                                   | 5466                                                                   | ...                                                                    | 3644                                                                   | 1                                                                      | 1,18                                                                   |
|                                                                        | Nowoczesna Ryszarda Petru                                              | 18 341                                                                 | 18 341                                                                 | 9171                                                                   | 6114                                                                   | 4585                                                                   | 3668                                                                   | 3057                                                                   | ...                                                                    | 2038                                                                   | 0                                                                      | 0,66                                                                   |
|                                                                        | KWW Zjednoczeni dla Śląska                                             | 7928                                                                   | 7928                                                                   | 3964                                                                   | 2643                                                                   | 1982                                                                   | 1586                                                                   | 1321                                                                   | ...                                                                    | 881                                                                    | 0                                                                      | 0,29                                                                   |
|                                                                        | Polskie Stronnictwo Ludowe                                             | 5197                                                                   | 5197                                                                   | 2599                                                                   | 1732                                                                   | 1299                                                                   | 1039                                                                   | 866                                                                    | ...                                                                    | 577                                                                    | 0                                                                      | 0,19                                                                   |
| Ogółem                                                                 | Ogółem                                                                 | 249 247                                                                | —                                                                      | —                                                                      | —                                                                      | —                                                                      | —                                                                      | —                                                                      | —                                                                      | —                                                                      | 9                                                                      | 9                                                                      |

### Wybory parlamentarne 2019
| Komitet wyborczy                                      | Komitet wyborczy                           | Głosów  | %     | Mandaty | Wybrani posłowie                                                          |
| ----------------------------------------------------- | ------------------------------------------ | ------- | ----- | ------- | ------------------------------------------------------------------------- |
|                                                       | Prawo i Sprawiedliwość                     | 161 160 | 48,28 | 5       | Bolesław Piecha, Michał Woś, Adam Gawęda, Teresa Glenc, Grzegorz Matusiak |
|                                                       | KKW Koalicja Obywatelska PO .N iPL Zieloni | 92 493  | 27,71 | 3       | Marek Krząkała, Krzysztof Gadowski, Gabriela Lenartowicz                  |
|                                                       | Sojusz Lewicy Demokratycznej               | 32 300  | 9,68  | 1       | Maciej Kopiec                                                             |
|                                                       | Konfederacja Wolność i Niepodległość       | 23 939  | 7,17  | –       |                                                                           |
|                                                       | Polskie Stronnictwo Ludowe                 | 18 816  | 5,64  | –       |                                                                           |
|                                                       | KWW Koalicja Bezpartyjni i Samorządowcy    | 5128    | 1,54  | –       |                                                                           |
| Frekwencja: 60,41% Źródło: Państwowa Komisja Wyborcza |                                            |         |       |         |                                                                           |

Poniższa tabela przedstawia podział mandatów dla komitetów wyborczych na podstawie uzyskanych głosów, a następnie obliczonych ilorazów wyborczych na podstawie metody D’Hondta.
| Podział mandatów dla komitetów wyborczych na podstawie metody D’Hondta | Podział mandatów dla komitetów wyborczych na podstawie metody D’Hondta | Podział mandatów dla komitetów wyborczych na podstawie metody D’Hondta | Podział mandatów dla komitetów wyborczych na podstawie metody D’Hondta | Podział mandatów dla komitetów wyborczych na podstawie metody D’Hondta | Podział mandatów dla komitetów wyborczych na podstawie metody D’Hondta | Podział mandatów dla komitetów wyborczych na podstawie metody D’Hondta | Podział mandatów dla komitetów wyborczych na podstawie metody D’Hondta | Podział mandatów dla komitetów wyborczych na podstawie metody D’Hondta | Podział mandatów dla komitetów wyborczych na podstawie metody D’Hondta | Podział mandatów dla komitetów wyborczych na podstawie metody D’Hondta | Podział mandatów dla komitetów wyborczych na podstawie metody D’Hondta | Podział mandatów dla komitetów wyborczych na podstawie metody D’Hondta |
| Komitet wyborczy                                                       | Komitet wyborczy                                                       | Liczba głosów                                                          | Iloraz wyborczy                                                        | Iloraz wyborczy                                                        | Iloraz wyborczy                                                        | Iloraz wyborczy                                                        | Iloraz wyborczy                                                        | Iloraz wyborczy                                                        | Iloraz wyborczy                                                        | Iloraz wyborczy                                                        | Mandaty                                                                | TP                                                                     |
| Komitet wyborczy                                                       | Komitet wyborczy                                                       | Liczba głosów                                                          | /1                                                                     | /2                                                                     | /3                                                                     | /4                                                                     | /5                                                                     | /6                                                                     | ...                                                                    | /9                                                                     | Mandaty                                                                | TP                                                                     |
| ---------------------------------------------------------------------- | ---------------------------------------------------------------------- | ---------------------------------------------------------------------- | ---------------------------------------------------------------------- | ---------------------------------------------------------------------- | ---------------------------------------------------------------------- | ---------------------------------------------------------------------- | ---------------------------------------------------------------------- | ---------------------------------------------------------------------- | ---------------------------------------------------------------------- | ---------------------------------------------------------------------- | ---------------------------------------------------------------------- | ---------------------------------------------------------------------- |
|                                                                        | Prawo i Sprawiedliwość                                                 | 161 160                                                                | 161 160                                                                | 80 580                                                                 | 53 720                                                                 | 40 290                                                                 | 32 232                                                                 | 26 860                                                                 | ...                                                                    | 17 907                                                                 | 5                                                                      | 4,41                                                                   |
|                                                                        | KKW Koalicja Obywatelska PO .N iPL Zieloni                             | 92 493                                                                 | 92 493                                                                 | 46 247                                                                 | 30 831                                                                 | 23 123                                                                 | 18 499                                                                 | 15 416                                                                 | ...                                                                    | 10 277                                                                 | 3                                                                      | 2,53                                                                   |
|                                                                        | Sojusz Lewicy Demokratycznej                                           | 32 300                                                                 | 32 300                                                                 | 16 150                                                                 | 10 767                                                                 | 8075                                                                   | 6460                                                                   | 5383                                                                   | ...                                                                    | 3589                                                                   | 1                                                                      | 0,88                                                                   |
|                                                                        | Konfederacja Wolność i Niepodległość                                   | 23 939                                                                 | 23 939                                                                 | 11 970                                                                 | 7980                                                                   | 5985                                                                   | 4788                                                                   | 3990                                                                   | ...                                                                    | 2660                                                                   | 0                                                                      | 0,66                                                                   |
|                                                                        | Polskie Stronnictwo Ludowe                                             | 18 816                                                                 | 18 816                                                                 | 9408                                                                   | 6272                                                                   | 4704                                                                   | 3763                                                                   | 3136                                                                   | ...                                                                    | 2091                                                                   | 0                                                                      | 0,52                                                                   |
| Ogółem                                                                 | Ogółem                                                                 | 328 708                                                                | —                                                                      | —                                                                      | —                                                                      | —                                                                      | —                                                                      | —                                                                      | —                                                                      | —                                                                      | 9                                                                      | 9                                                                      |

### Wybory parlamentarne 2023
| Komitet wyborczy                                      | Komitet wyborczy                                                           | Głosów  | %     | Mandaty | Wybrani posłowie                                                |
| ----------------------------------------------------- | -------------------------------------------------------------------------- | ------- | ----- | ------- | --------------------------------------------------------------- |
|                                                       | Prawo i Sprawiedliwość                                                     | 145 230 | 38,06 | 4       | Michał Woś, Bolesław Piecha, Paweł Jabłoński, Grzegorz Matusiak |
|                                                       | KKW Koalicja Obywatelska PO .N iPL Zieloni                                 | 114 404 | 29,98 | 3       | Krzysztof Gadowski, Marek Krząkała, Gabriela Lenartowicz        |
|                                                       | KKW Trzecia Droga Polska 2050 Szymona Hołowni – Polskie Stronnictwo Ludowe | 47 525  | 12,45 | 1       | Łukasz Osmalak                                                  |
|                                                       | Konfederacja Wolność i Niepodległość                                       | 30 527  | 8,00  | 1       | Roman Fritz                                                     |
|                                                       | Nowa Lewica                                                                | 26 117  | 6,84  | –       |                                                                 |
|                                                       | Polska Jest Jedna                                                          | 9 148   | 2,40  | –       |                                                                 |
|                                                       | KWW Koalicja Bezpartyjni i Samorządowcy                                    | 8 647   | 2,27  | –       |                                                                 |
| Frekwencja: 72,73% Źródło: Państwowa Komisja Wyborcza |                                                                            |         |       |         |                                                                 |

Poniższa tabela przedstawia podział mandatów dla komitetów wyborczych na podstawie uzyskanych głosów, a następnie obliczonych ilorazów wyborczych na podstawie metody D’Hondta.
| Podział mandatów dla komitetów wyborczych na podstawie metody D’Hondta | Podział mandatów dla komitetów wyborczych na podstawie metody D’Hondta     | Podział mandatów dla komitetów wyborczych na podstawie metody D’Hondta | Podział mandatów dla komitetów wyborczych na podstawie metody D’Hondta | Podział mandatów dla komitetów wyborczych na podstawie metody D’Hondta | Podział mandatów dla komitetów wyborczych na podstawie metody D’Hondta | Podział mandatów dla komitetów wyborczych na podstawie metody D’Hondta | Podział mandatów dla komitetów wyborczych na podstawie metody D’Hondta | Podział mandatów dla komitetów wyborczych na podstawie metody D’Hondta | Podział mandatów dla komitetów wyborczych na podstawie metody D’Hondta | Podział mandatów dla komitetów wyborczych na podstawie metody D’Hondta | Podział mandatów dla komitetów wyborczych na podstawie metody D’Hondta |
| Komitet wyborczy                                                       | Komitet wyborczy                                                           | Liczba głosów                                                          | Iloraz wyborczy                                                        | Iloraz wyborczy                                                        | Iloraz wyborczy                                                        | Iloraz wyborczy                                                        | Iloraz wyborczy                                                        | Iloraz wyborczy                                                        | Iloraz wyborczy                                                        | Mandaty                                                                | TP                                                                     |
| Komitet wyborczy                                                       | Komitet wyborczy                                                           | Liczba głosów                                                          | /1                                                                     | /2                                                                     | /3                                                                     | /4                                                                     | /5                                                                     | ...                                                                    | /9                                                                     | Mandaty                                                                | TP                                                                     |
| ---------------------------------------------------------------------- | -------------------------------------------------------------------------- | ---------------------------------------------------------------------- | ---------------------------------------------------------------------- | ---------------------------------------------------------------------- | ---------------------------------------------------------------------- | ---------------------------------------------------------------------- | ---------------------------------------------------------------------- | ---------------------------------------------------------------------- | ---------------------------------------------------------------------- | ---------------------------------------------------------------------- | ---------------------------------------------------------------------- |
|                                                                        | Prawo i Sprawiedliwość                                                     | 145 230                                                                | 145 230                                                                | 72 615                                                                 | 48 410                                                                 | 36 308                                                                 | 29 046                                                                 | ...                                                                    | 16 137                                                                 | 4                                                                      | 3,59                                                                   |
|                                                                        | KKW Koalicja Obywatelska PO .N iPL Zieloni                                 | 114 404                                                                | 114 404                                                                | 57 202                                                                 | 38 135                                                                 | 28 601                                                                 | 22 881                                                                 | ...                                                                    | 12 712                                                                 | 3                                                                      | 2,83                                                                   |
|                                                                        | KKW Trzecia Droga Polska 2050 Szymona Hołowni – Polskie Stronnictwo Ludowe | 47 525                                                                 | 47 525                                                                 | 23 763                                                                 | 15 842                                                                 | 11 881                                                                 | 9505                                                                   | ...                                                                    | 5281                                                                   | 1                                                                      | 1,18                                                                   |
|                                                                        | Konfederacja Wolność i Niepodległość                                       | 30 527                                                                 | 30 527                                                                 | 15 264                                                                 | 10 176                                                                 | 7632                                                                   | 6105                                                                   | ...                                                                    | 3392                                                                   | 1                                                                      | 0,76                                                                   |
|                                                                        | Nowa Lewica                                                                | 26 117                                                                 | 26 117                                                                 | 13 059                                                                 | 8706                                                                   | 6529                                                                   | 5223                                                                   | ...                                                                    | 2902                                                                   | 0                                                                      | 0,65                                                                   |
| Ogółem                                                                 | Ogółem                                                                     | 363 803                                                                | —                                                                      | —                                                                      | —                                                                      | —                                                                      | —                                                                      | —                                                                      | —                                                                      | 9                                                                      | 9                                                                      |